# 2014. Миттєвості харківської весни
2014. Миттєвості харківської весни — публіцистична книга міністра внутрішніх справ України (2014–2021) Арсена Авакова, випущена у 2020 році харківським видавництвом «Фоліо». Автор від першої особи розповідає про штурм будівлі Харківської обласної державної адміністрації, захопленої проросійськими сепаратистами та російськими бойовиками – Аваков особисто керував розробкою антитерористичної операції у Харківській області та брав участь в оперативному управлінні її проведенням у ніч із 7 на 8 квітня 2014 року. Крім того, у книзі він надає аналіз причин виникнення проросійських хвилювань та масових акцій у Харківській області та подіях на сході України навесні 2014 року.
Книга має інтерактивний інтерфейс – до тексту додані QR-коди, за якими можна перейти до публікацій ЗМІ, а також до аудіозаписів переговорів сепаратистів, перехоплених МВС України.
Крім того, у книзі опубліковано «План по Харкову та області» — документ, перехоплений з електронного листування проросійських сепаратистів з російськими кураторами, в якому сформульовано плани путінського режиму щодо захоплення України: «створення у стратегічній перспективі єдиної проросійської України шляхом захоплення її областей (починаючи з Харківської) та освіту на території «народних республік» з їхньою подальшою інтеграцією у федеральну державу».

## Історія створення
Книга «2014. Миттєвості харківської весни» написана Арсеном Аваковим, який став міністром внутрішніх справ України після перемоги Революції Гідності в Україні у 2014 році.
Аваков був одним із комендантів Євромайдану у Києві та очолив МВС України у перші післяреволюційні дні. Він входив до Ради національної безпеки і оборони України і був одним із політичних авторів, який приймав стратегічні рішення у перші дні, місяці та роки російської військової агресії проти України.
За словами автора, книга писалася довго і важко — «бо я хотів не тільки розповісти історію першої перемоги у гібридній війні, не лише передати настрій, нерв тих місяців, днів і годин, а осягти події у Харкові у контексті загальної ситуації в країні, проаналізувати складні зовнішньо та внутрішньополітичні процеси в Україні та навколо неї».
У період загострення суспільно-політичної ситуації на сході країни, масових акцій протесту в обласних центрах Південного Сходу України та епідемії захоплення проросійськими сепаратистами адміністративних будівель, рішенням в.о. Президента України Олександра Турчинова, голову Служби безпеки України Валентина Наливайченка та секретаря РНБО Андрія Парубія було відправлено до Луганська, першого віце-прем'єр-міністра Віталія Ярему — до Донецька, міністра внутрішніх справ України Арсена Авакова — до Харкова.
У наслідок влада в Луганську та Донецьку була захоплена сепаратистами та російськими проксі-військовими формуваннями. А Харків вдалося відстояти та повернути під контроль законного державного управління.
Арсен Аваков особисто брав участь у прийнятті рішення про проведення спецназом МВС штурму захопленої будівлі Харківської обласної державної адміністрації, розробленні плану операції та оперативному управлінні. Особисті враження учасника подій, логіка прийняття рішень та супутні події стали основою написання документальної книги.
Крім того, в розпорядженні Авакова, як голови МВС, опинилися численні документи, включаючи листування по електронній пошті та аудіоперехоплення проросійських сепаратистів, які включені до книги в первинному вигляді та є документальними свідченнями подій.
До книги включено хроніку весни 2014 року за повідомленнями українських та російських медіа, спогади харків'ян та велику фотохроніку.

## Про книгу

### Видання
Книга «2014. Миттєвості харківської весни» вийшла у видавництві «Фоліо» (Харків) у грудні 2020 року. Книга видана трьома мовами: українською, російською (в анотації книги: слобожанською), англійською. Доступна в паперовому та електронному вигляді.

### Зміст
Книга є збіркою документів і прямої мови учасників та очевидців подій у Харкові та охоплює період з кінця лютого по 8 квітня 2014 року.
У книзі описується інформаційна картина того часу, а також міститься пряма мова харків'ян-очевидців подій. Це люди, які через свою громадянську позицію і за родом діяльності постійно перебували в епіцентрі протистояння в центрі Харкова. Пряме мовлення передано в стилістиці кожного автора, без літературної обробки, що передає безпосередні емоції та почуття героїв.
Співавторами книги виступили харків'яни:
- Інна Петрикова — журналіст, фотограф, прес-секретар 125 батальйону 113 окремої бригади територіальної оборони Харківської області[20];

- Євгенія Левінштейн — волонтерка, співзасновниця волонтерської організації допомоги вимушеним переселенцям «Станція Харків»;

- Отець Віктор (Маринчак) — настоятель храму Св. Іоанна Богослова ПЦУ[20];

- Олексій Мірер — перекладач, фіксер, у 2014 працював у Харкові з іноземними журналістами[20].

На інформаційному тлі медіа та емоційному тлі очевидців, читач знайомиться з мемуарами автора. Це відверта розповідь про його особисту оцінку ситуації в Харкові у квітні 2014 року, необхідність і мотиви проведення антитерористичної операції, розробку і проведення штурму захопленої сепаратистами і російськими бойовиками будівлі Харківської обласної державної адміністрації, підсумки. Крім того, авторка дає розгорнутий аналіз загальної ситуації на Південному Сході країни навесні 2014 року, коментує ті події ретроспективно — з 2020 року, на сьомому році війни РФ проти України, оцінює роль і значення російської проксі-армії, які призвели до повномасштабної військової агресії 24 лютого 2022 року.
Розповіді очевидців підкріплюються фотохронікою, зібраною з фотографій відомих харківських фотографів, зроблених в описуваний період. Усі фотографії атрибутовані — за автором, датою, обставинами. Фотовиставка складається з трьох тематичних блоків, кожен з яких являє собою цілісну розповідь:
- Харків. Тривожна весна 2014: Євромайдан і антимайдан, портрети учасників, гасла, події;

- Харків. 1 березня 2014 року: так званий «мирний мітинг патріотично налаштованих харків'ян», який закінчився першим штурмом будівлі Харківської обласної адміністрації та побиттям євромайданівців;

- Харків. Весна. Перемога: події 6, 7, 8 квітня 2014 року, останнє захоплення проросійськими сепаратистами будівлі ХОДА, спроба оголошення «ХНР», штурм будівлі, затримані терористи.

Завершує книжку корпус додатків: перехоплений оперативниками МВС України електронний лист, який містив «План по Харкову та області» і п'ять аудіоперехоплень телефонних розмов терористів. Усі аудіоперехоплення представлені як у текстовому вигляді, так і доступні за QR-кодом (гіперпосилання в електронному форматі), який дає змогу перейти на YouTube і прослухати оригінал запису.
Книжка формулює відповіді на найважливіші запитання про причини виникнення проросійських заворушень на Південному Сході України, про настрої та суспільно-політичну ситуацію в Харкові, про роль місцевої влади, про те, чому вдалося зберегти контроль української держави в Харкові, але не вдалося в Донецьку та Луганську.

### Структура
Книжка «2014. Миттєвості харківської весни» має своєрідну структуру та вона оригінальна наявністю інтерактивного інтерфейсу. Крім того, слід відзначити особливий прийом — усі розділи книги супроводжуються цитатами з документа «План по Харкову та області» — перехопленого в результаті оперативної роботи силами МВС електронного листа, в якому сформульовано плани російських «кураторів» сепаратистів щодо захоплення Харкова та області.
Перший розділ книги — добірка заголовків медіа, підібраних у хронологічному порядку з 24 лютого до 8 квітня 2014 року. У книзі подано матеріали як українських, так і російських ЗМІ. Кожен заголовок є гіперпосиланням в електронному форматі або супроводжується QR-кодом у друкованому форматі, за яким читач має можливість перейти безпосередньо до тексту матеріалу.
Другий розділ — збірка спогадів чотирьох харків'ян-очевидців подій: журналістки Інни Петрикової, перекладача-фіксера, який супроводжував іноземних журналістів Олексія Мирера, відомої громадської діячки Євгенії Левінштейн та настоятеля храму Св. Іоанна Богослова ПЦУ о. Віктора (Маринчака).
Третій розділ книги — власне авторський текст, розповідь про події, аналіз причин та наслідків.
Четвертий розділ — фотовкладення, добірка фотографій відомих харківських фотографів: Інни Петрикової, Сергія Козлова, Андрія Марієнка, В'ячеслава Мадієвського, Сергія Бобка, а також фотографії, які були зроблені автором, Арсеном Аваковим, одразу після штурму та затримання сепаратистів.  П'ятий розділ — шість додатків:
«План по Харкову та області» — у тому вигляді, в якому документ отримано в результаті оперативної розробки (електронний лист). У представлених сканах збережена орфографія та пунктуація, крім того – виділення кольором правок та уточнень – вочевидь, це робочий документ, який проходив етап обговорення кількома авторами.
Фрагменти радіоперехоплень – у тексті надані скрипти з повною атрибутацією (дата, час, місце, учасники). Крім того, за QR-кодом можна перейти на оригінали аудіозаписів з українськими та англійськими субтитрами. На публікацію цих матеріалів отримано офіційні дозволи слідства Національної поліції України та Генеральної прокуратури України.
Додаток №1 — повний текст документа «План по Харкову та області» в оригінальному вигляді, де різними кольорами виділено коментарі, зауваження та уточнення різних авторів;
Додаток №2 — фрагмент телефонної розмови одного з лідерів «ЛНР» Олексія Мозгового з абонентом Віталієм, 22.06.2014, геометка місто Лисичанськ (Лисичанська ТЕЦ);
Додаток №3 — фрагмент телефонної розмови бойовика «ЛНР» Василя Г. З абоненткою Надією. 25.06.2014, геометка місто Луганськ;
Додаток №4 — фрагмент телефонної розмови одного із засновників «ДНР» Володимира Марковича з абоненткою Наталією Пшеничною та фрагмент телефонної розмови Наталії Пшеничної із сином Богданом. 29.06.2014;
Додаток №5 — фрагмент телефонних розмов Романа Корнієнка (позивний «Гроза») та абонентів Тихона (позивний «Тихий») та О. Смердова (позивні «Смерть», «Шрам»), бойовиків «ДНР». 27.09.2014, геометка місто Торез, Донецька область;
Додаток №6 — фрагмент телефонної розмови Андрія Борисова (позиві «Чечен», «Чех», «Командор»), полковника контррозвідки РФ та абонента з позивним «Весна», бойовика «ДНР». 06.10.2014, геометка місто Донецьк.

## Реакція критики
Генерал-полковник міліції Сергій Гусаров, перший заступник міністра внутрішніх справ України (2003–2005), ректор Академії МВС України (2008–2010), ректор Харківського національного університету внутрішніх справ (2012–2015), народний депутат України V і VI скликань, член-кореспондент Національної академії правових наук України (2010) зазначає, що «книга «2014. Миттєвості харківської весни» важлива і потрібна, щоб не стерлися з пам'яті ті події, щоб сьогоднішні та майбутні покоління знали свою історію та берегли свою державу. Місце проведення обрано невипадково, адже захист цієї будівлі став вирішальним у протистоянні за Харків як українське місто. У презентації взяли участь керівництво облдержадміністрації, облради, правоохоронних органів, учасники подій та співавтори книги. У своїх спогадах вони знову повернулися до тих бурхливих та тривожних днів весни 2014 року. Лейтмотивом звучало: добре, що так усе закінчилося, відстояли Харків, а отже й Україну. На завершення презентації автор книги ще раз наголосив на важливій ролі у ліквідації у зародку «ХНР» небайдужих харків'ян, а також відданих присязі представників правоохоронних органів. Вирішальну роль у завершенні антитерористичної операції зіграв спецпідрозділ «Ягуар». Міністр подякував оперативним працівникам, слідчим, працівникам судової системи, які довели цю справу до логічного завершення.
Особливо Арсен Аваков підкреслив, що план створення ХНР був приречений завдяки проукраїнським настроям харків'ян. Автор книги — безпосередній керівник антитерористичної операції в Харківській області та звільнення ХОДА, захопленої сепаратистами, — толерантно не наголошує на своїй значній ролі, але всі ми розуміємо історичну роль у цих подіях нашого земляка - на той час міністра внутрішніх справ Арсена Авакова».
Політолог Києво-Могилянської академії, науковий директор Фонду «Демократичні ініціативи» Олексій Гарань вважає, що «вихід книжки про події 2014-го - черговий сигнал для Зеленського», а також зазначає, що «діяльність Авакова досить суперечлива. Але в 2014 році він зіграв свою позитивну роль. Зокрема у створенні добробатів, у реакції на «російську весну» в Харкові. Слід визнати, що Аваков тоді зорієнтувався, як краще організуватися і дати відсіч».
Український літературний критик і журналіст Костянтин Родик у своїй рецензії в щоденній інформаційно-політичній газеті «Україна молода» зазначає, що «в Арсена Авакова завжди є інтрига в рукаві. Чергова його книга - про причини керівного організаційного хаосу першого місяця після Революції Гідності. І про першу перемогу в російсько-українській війні (яка до Іловайська такою ще не усвідомлювалася): жорсткий штурм Харківської облдержадміністрації рано вранці 8 квітня 2014-го». Костянтин Родик пише, що «тодішніми пріоритетами Путіна були Харків, Дніпро і Донецьк. Можливо, Харків був навіть першим із них — проголосити в ньому столицю «Новоросії», як колись «столицю УРСР». Дніпро, зрештою, захистив Коломойський; натомість Ахметов здав Донецьк. Як не крути — Харків врятував Аваков. Як би умовно не звучали такі визначення. За всіма цими персонажами — як і, скажімо, за Порошенком, тягнеться шлейф, м'яко кажучи, недержавницьких вчинків, але звинувачувати їх у «зраді» (окрім хіба що досі фаворитного Ріната Леонідовича) — популістська маячня. <...> Я не є фанатом Авакова і навіть поділяю тривоги аналітиків щодо нього. Але водночас не схильний перекреслювати все зроблене через конкретні ситуативні проступки. Звичайно, це про мух і котлети».